# Denis Kang
Denis Kang (San Pedro y Miquelón, 17 de septiembre de 1977) es un artista marcial mixto canadiense de ascendencia franco-coreana. Kang tiene el 3.º grado de cinturón negro en Jiu-Jitsu Brasileño, originalmente capacitado y guiado por Marco Soares. 
Nació en la isla de San Pedro y Miquelón, territorio francés de ultramar en las costas de Canadá, por lo que posee la ciudadanía francesa.
Posee notables victorias sobre Minoru Suzuki, Pat Healy, Andrei Semenov, Mark Weir, Murilo Rua, Amar Suloev, Akihiro Gono, Marvin Eastman, y Xavier Foupa-Pokam.

## Carrera de artes marciales mixtas

### Ultimate Fighting Championship
Kang debutó en UFC el 17 de enero de 2009 contra Alan Belcher en UFC 93. Kang perdió la pelea por sumisión en la segunda ronda.
Kang se enfrentó a Xavier Foupa-Pokam el 18 de abril de 2009 en UFC 97. Kang ganó la pelea por decisión unánime.
Kang se enfrentó a Michael Bisping el 14 de noviembre de 2009 en UFC 105. Kang perdió la pelea por nocaut técnico en la segunda ronda. Tras el evento, ambos peleador ganaron el premio a la Pelea de la Noche.

## Vida personal
Él y su familia se trasladaron a las Islas Canarias y, finalmente, al norte de Vancouver, Canadá, en 1988, cuando tenía 11 años de edad. Kang habla con fluidez el francés y el inglés, y también domina el español y portugués, que aprendió a través del constante cambio de hogar. Él tiene dos hermanos menores, el más joven de los cuales, Julien Kang, es un actor en Corea del Sur.

## Campeonatos y logros
- PRIDE Fighting Championships
  - PRIDE GP 2006 de Peso Wélter (Finalista)

- Spirit M
  - Campeón de Peso Pesado (Una vez)

- Ultimate Fighting Championship
  - Pelea de la Noche (Una vez)

- ROAD FC
  - Pelea de la Noche (Una vez)

## Récord en artes marciales mixtas
| Récord profesional | Récord profesional | Récord profesional |
| 55 peleas          | 35 victorias       | 16 derrotas        |
| ------------------ | ------------------ | ------------------ |
| Nocaut             | 13                 | 6                  |
| Sumisión           | 16                 | 8                  |
| Decisión           | 6                  | 2                  |
| Empate             | 2                  | 2                  |
| Sin resultado      | 2                  | 2                  |

| Resultado     | Récord      | Oponente            | Método                              | Evento                                      | Fecha                    | Ronda | Tiempo | Localización             | Notas                                                                          |
| ------------- | ----------- | ------------------- | ----------------------------------- | ------------------------------------------- | ------------------------ | ----- | ------ | ------------------------ | ------------------------------------------------------------------------------ |
| Derrota       | 35–16–2 (2) | Melvin Manhoef      | TKO (rodillazo al cuerpo)           | DREAM 18                                    | 31 de diciembre de 2012  | 1     | 0:50   | Tokio                    |                                                                                |
| Victoria      | 35–15–2 (2) | Hae Suk Son         | KO (golpes)                         | Road FC 8: Bitter Rivals                    | 16 de junio de 2012      | 1     | 4:57   | Wonju                    |                                                                                |
| Derrota       | 34–15–2 (2) | Shungo Oyama        | TKO (rodillazos)                    | Road FC 5: Night of Champions               | 3 de diciembre de 2011   | 1     | 4:30   | Seúl                     |                                                                                |
| Derrota       | 34–14–2 (2) | Seung Bae Whi       | TKO (rodillazos)                    | Road FC 3: Explosion                        | 24 de julio de 2011      | 2     | 3:58   | Seúl                     |                                                                                |
| Derrota       | 34–13–2 (2) | Jesse Taylor        | Sumisión (rear-naked choke)         | Battlefield Fight League 8: Island Beatdown | 28 de mayo de 2011       | 1     | 1:57   | Nanaimo                  |                                                                                |
| Victoria      | 34–12–2 (2) | Eun Soo Lee         | Decisión (unánime)                  | Road FC 2: Alive                            | 16 de abril de 2011      | 3     | 5:00   | Seúl                     | Peso Semipesado.                                                               |
| Empate        | 33–12–2 (2) | Paulo Filho         | Empate (dividido)                   | Impact FC 2                                 | 18 de julio de 2010      | 3     | 5:00   | Sídney                   |                                                                                |
| Victoria      | 33–12–1 (2) | Dae Won Kim         | Sumisión (arm-triangle choke)       | W-1: Judgment day                           | 19 de junio de 2010      | 1     | 1:49   | Laval                    |                                                                                |
| Derrota       | 32–12–1 (2) | Michael Bisping     | TKO (rodillazos al cuerpo y golpes) | UFC 105                                     | 14 de noviembre de 2009  | 2     | 4:24   | Mánchester               | Pelea de la Noche.                                                             |
| Victoria      | 32–11–1 (2) | Xavier Foupa-Pokam  | Decisión (unánime)                  | UFC 97                                      | 18 de abril de 2009      | 3     | 5:00   | Montreal                 |                                                                                |
| Derrota       | 31–11–1 (2) | Alan Belcher        | Sumisión (guillotine choke)         | UFC 93                                      | 17 de enero de 2009      | 2     | 4:36   | Dublín                   |                                                                                |
| Victoria      | 31–10–1 (2) | Marvin Eastman      | KO (golpes)                         | Raw Combat: Redemption                      | 25 de octubre de 2008    | 1     | 0:48   | Calgary                  |                                                                                |
| Victoria      | 30–10–1 (2) | Kim Jae Young       | KO (golpes y pisotón)               | Spirit MC                                   | 30 de agosto de 2008     | 1     | 1:13   | Seúl                     | Defendió el Campeonato de Peso Pesado de Spirit MC.                            |
| Derrota       | 29–10–1 (2) | Gegard Mousasi      | Sumisión (triangle choke)           | DREAM 2                                     | 29 de abril de 2008      | 1     | 3:10   | Saitama                  | GP DREAM de Peso Medio (Ronda de apertura).                                    |
| Derrota       | 29–9–1 (2)  | Yoshihiro Akiyama   | KO (golpes)                         | Hero's 2007 in Korea                        | 27 de octubre de 2007    | 1     | 4:45   | Seúl                     |                                                                                |
| Victoria      | 29–8–1 (2)  | Jung Gyu Choi       | Decisión (mayoritaria)              | Spirit MC                                   | 11 de marzo de 2007      | 3     | 5:00   | Seúl                     | Ganó el Campeonato de Peso Pesado de Spirit.                                   |
| Derrota       | 28–8–1 (2)  | Kazuo Misaki        | Decisión (dividida)                 | PRIDE Bushido 13                            | 5 de noviembre de 2006   | 3     | 5:00   | Yokohama                 | GP PRIDE 2006 de Peso Wélter (Final).                                          |
| Victoria      | 28–7–1 (2)  | Akihiro Gono        | Decisión (unánime)                  | PRIDE Bushido 13                            | 5 de noviembre de 2006   | 2     | 5:00   | Yokohama                 | GP PRIDE 2006 de Peso Wélter (Semifinal).                                      |
| Victoria      | 27–7–1 (2)  | Amar Suloev         | Sumisión (rear-naked choke)         | PRIDE Bushido 12                            | 26 de agosto de 2006     | 1     | 4:10   | Nagoya                   | GP PRIDE 2006 de Peso Wélter (cuartos de final).                               |
| Victoria      | 26–7–1 (2)  | Murilo Rua          | KO (golpes)                         | PRIDE Bushido 11                            | 4 de junio de 2006       | 1     | 0:15   | Saitama                  | GP PRIDE 2006 de Peso Wélter (Ronda de Apertura).                              |
| Victoria      | 25–7–1 (2)  | Albert Basconcelles | TKO (golpes)                        | Spirit MC 8: Only One                       | 22 de abril de 2006      | 1     | 0:12   | Seúl                     |                                                                                |
| Victoria      | 24–7–1 (2)  | Mark Weir           | Sumisión (rodillazos)               | PRIDE Bushido 10                            | 2 de abril de 2006       | 1     | 4:55   | Tokio                    |                                                                                |
| Victoria      | 23–7–1 (2)  | Ron Fields          | Sumisión (rear-naked choke)         | Absolute Fighting Championships 14          | 10 de diciembre de 2005  | 1     | 2:46   | Fort Lauderdale, Florida |                                                                                |
| Sin resultado | 22–7–1 (2)  | Robert Villegas     | Sin resultado                       | Spirit MC 7: Middleweight GP Final          | 29 de octubre de 2005    | 1     | 0:00   | Seúl                     |                                                                                |
| Victoria      | 22–7–1 (1)  | Andrei Semenov      | Decisión (unánime)                  | PRIDE Bushido 8                             | 7 de julio de 2005       | 2     | 5:00   | Nagoya                   |                                                                                |
| Victoria      | 21–7–1 (1)  | Takahiro Oba        | Sumisión (armbar)                   | PRIDE Bushido 6                             | 3 de abril de 2005       | 1     | 4:24   | Yokohama                 |                                                                                |
| Victoria      | 20–7–1 (1)  | Alexei Vezelozorov  | Sumisión (estrangulación)           | M-1: Heavyweight GP                         | 4 de diciembre de 2004   | 1     | 1:17   | Moscú                    |                                                                                |
| Victoria      | 19–7–1 (1)  | Jin Ho Yang         | TKO (golpes)                        | Spirit MC 5: 2004 GP Unlimited              | 11 de septiembre de 2004 | 1     | 0:49   | Seúl                     |                                                                                |
| Victoria      | 18–7–1 (1)  | Kim Jae Young       | Sumisión (arm-triangle choke)       | Spirit MC 5: 2004 GP Unlimited              | 11 de septiembre de 2004 | 1     | 1:38   | Seúl                     |                                                                                |
| Victoria      | 17–7–1 (1)  | Junpei Hamada       | Sumisión (armbar)                   | Spirit MC 5: 2004 GP Unlimited              | 11 de septiembre de 2004 | 1     | 2:35   | Seúl                     |                                                                                |
| Victoria      | 16–7–1 (1)  | Kobus Huisamen      | TKO (golpes)                        | Spirit MC 4: Revolution                     | 12 de junio de 2004      | 1     | 1:06   | Seúl                     |                                                                                |
| Victoria      | 15–7–1 (1)  | Hyun Chul Cho       | Sumisión (rear-naked choke)         | Spirit MC 3: I Will Be Back!!!              | 10 de abril de 2004      | 1     | 2:06   | Seúl                     |                                                                                |
| Victoria      | 14–7–1 (1)  | Hyung Jun Kim       | TKO (golpes)                        | Spirit MC: Interleague 1                    | 7 de febrero de 2004     | 1     | 1:13   | Seúl                     |                                                                                |
| Victoria      | 13–7–1 (1)  | Kim Jae Young       | TKO (golpes)                        | Spirit MC: Interleague 1                    | 7 de febrero de 2004     | 1     | 0:38   | Seúl                     |                                                                                |
| Empate        | 12–7–1 (1)  | Andrei Semenov      | Empate                              | M-1: Russia vs. the World 7                 | 5 de diciembre de 2003   | 1     | 10:00  | San Petersburgo          |                                                                                |
| Victoria      | 12–7 (1)    | Stephan Potvin      | TKO (golpes)                        | TKO 13: Ultimate Rush                       | 6 de septiembre de 2003  | 3     | 2:22   | Montreal                 |                                                                                |
| Victoria      | 11–7 (1)    | Kaipo Kalama        | Decisión (mayoritaria)              | SB 30: Collision Course                     | 13 de junio de 2003      | 3     | 3:00   | Honolulu, Hawái          |                                                                                |
| Victoria      | 10–7 (1)    | Brendan Seguin      | Sumisión (armbar)                   | SB 30: Collision Course                     | 13 de junio de 2003      | 1     | 2:24   | Honolulu, Hawái          |                                                                                |
| Victoria      | 9–7 (1)     | Keith Rockel        | KO (golpe)                          | USMMA 3: Ring of Fury                       | 3 de mayo de 2003        | 2     | 2:59   | Boston, Massachusetts    |                                                                                |
| Victoria      | 8–7 (1)     | Chris Peak          | Sumisión (rear-naked choke)         | WFF 4: Civil War                            | 4 de abril de 2003       | 1     | 0:57   | Kelowna                  |                                                                                |
| Derrota       | 7–7 (1)     | Jason Miller        | Sumisión (rear-naked choke)         | Extreme Challenge 50                        | 23 de febrero de 2003    | 2     | 1:41   | Salt Lake City, Utah     |                                                                                |
| Derrota       | 7–6 (1)     | Joe Doerksen        | Sumisión (triangle choke)           | UCC 11: The Next Level                      | 11 de octubre de 2002    | 1     | 4:49   | Montreal                 |                                                                                |
| Victoria      | 7–5 (1)     | Pat Healy           | Sumisión (guillotine choke)         | Rumble in the Ring 7                        | 20 de julio de 2002      | 1     | 3:42   | Auburn, Washington       |                                                                                |
| Victoria      | 6–5 (1)     | Shane Biever        | Sumisión (armlock)                  | World Freestyle Fighting 2                  | 20 de julio de 2002      | 1     | 3:03   | Kelowna                  |                                                                                |
| Sin resultado | 5–5 (1)     | Dennis Hallman      | Sin resultado                       | World Freestyle Fighting 1                  | 13 de abril de 2002      | 2     | 3:15   | Kelowna                  | Hallman le dio un cabezazo accidental a Kang y le abrió un corte sobre el ojo. |
| Derrota       | 5–5         | Marty Armendarez    | TKO (golpes)                        | Pancrase: Proof 3                           | 13 de mayo de 2001       | 3     | 3:45   | Oroville, California     |                                                                                |
| Derrota       | 5–4         | Osami Shibuya       | Sumisión (rear-naked choke)         | Warriors Challenge 15                       | 31 de agosto de 2001     | 1     | 3:52   | Tokio                    |                                                                                |
| Derrota       | 5–3         | Keiichiro Yamamiya  | Decisión (mayoritaria)              | Pancrase: Trans 7                           | 4 de diciembre de 2000   | 2     | 3:00   | Tokio                    |                                                                                |
| Victoria      | 5–2         | Minoru Suzuki       | Sumisión (lesión en la espalda)     | Pancrase: 2000 Anniversary Show             | 24 de septiembre de 2000 | 1     | 3:43   | Yokohama                 |                                                                                |
| Victoria      | 4–2         | Lonnie Canida       | TKO (golpes)                        | Western Canada's Toughest                   | 18 de marzo de 2000      | 1     | 4:06   | Kelowna                  |                                                                                |
| Derrota       | 3–2         | Joe Slick           | Sumisión (arm-triangle choke)       | Extreme Challenge 24                        | 15 de mayo de 1999       | 1     | 5:53   | Salt Lake City, Utah     |                                                                                |
| Derrota       | 3–1         | Jacen Flynn         | Sumisión (guillotine choke)         | Bas Rutten Invitational 2                   | 24 de abril de 1999      | 1     | 4:07   | Littleton, Colorado      |                                                                                |
| Victoria      | 3–0         | Tom Bolger          | Sumisión (triangle choke)           | Bas Rutten Invitational 2                   | 24 de abril de 1999      | 1     | 1:55   | Littleton, Colorado      |                                                                                |
| Victoria      | 2–0         | Fadi Habib          | TKO (golpes)                        | Ultimate Warrior Challenge 2                | 1 de noviembre de 1998   | 1     | 0:53   | Vancouver                |                                                                                |
| Victoria      | 1–0         | Eric Harcrow        | Sumisión (rear-naked choke)         | Ultimate Warrior Challenge                  | 2 de agosto de 1998      | 1     | 0:15   | Vancouver                |                                                                                |